# HD 126614
HD 126614 är en trippelstjärna belägen i den mellersta delen av stjärnbilden Jungfrun. Den har en skenbar magnitud av ca 8,81 och kräver åtminstone en stark handkikare eller ett mindre teleskop för att kunna observeras. Baserat på parallax enligt Gaia Data Release 2 på ca 13,7 mas, beräknas den befinna sig på ett avstånd på ca 239 ljusår (ca 73 parsek) från solen. Den rör sig närmare solen med en heliocentrisk radialhastighet på ca -33 km/s.

## Egenskaper
Primärstjärnan HD 126614 A är en orange till gul stjärna i huvudserien av spektralklass K0 V och är rik på element tyngre än väte och helium, den mest metallrika stjärnan med planeter som upptäckts 2009. Den har en massa som är ca 1,2 solmassor, en radie som är ca 1,3 solradier och har ca 1,5 gånger solens utstrålning av energi från dess fotosfär vid en effektiv temperatur av ca 5 400 K.
Följeslagarna HD 126614 B och NLTT 37349 är stjärnor av spektraltyp M.

## Planetsystem
| Planet | Massa           | Halv storaxel (AE) | Siderisk omloppstid (d) | Excentricitet | Inklination | Radie |
| ------ | --------------- | ------------------ | ----------------------- | ------------- | ----------- | ----- |
| c      | ≥0,38 ± 0,04 MJ | ≥2,35 ± 0,02       | 1 244 ± 17              | 0,41 ± 0,10   | -           | -     |